# JAM
JAM is een actualiteitenprogramma voor jongeren dat vanaf 3 september 2007 dagelijks te zien is op VT4.

## Presentatie
- Vincenzo De Jonghe
- Eline De Munck
- Veerle Deblauwe

## Rubrieken

### JAM van de dag
Dagelijkse poll: teaser naar hoofdonderwerp van het nieuws of naar uitgebreide reportage.

### JAM Nieuws
Gebald nieuwsoverzicht met kort gemonteerde items.

### JAM Show
Overzicht entertainmentnieuws: muziek, mode, internet, games, dieren, auto's, sterren…

### Overige
- Uitgebreidere reportages over de leefwereld van de jongeren.
- Vraag van de week, met vliegende reporter.